# 柯里塔克鎮區 (北卡羅萊納州海德縣)
柯里塔克鎮區（英語：Currituck Township）是位於美國北卡羅萊納州海德縣的一個鎮區。

## 地方資料
柯里塔克鎮區的面積為585.59平方千米，皆為陸地。根據2020年美國人口普查的數據，當地共有人口847人，而人口密度為每平方千米1.45人。